# Промислові споруди

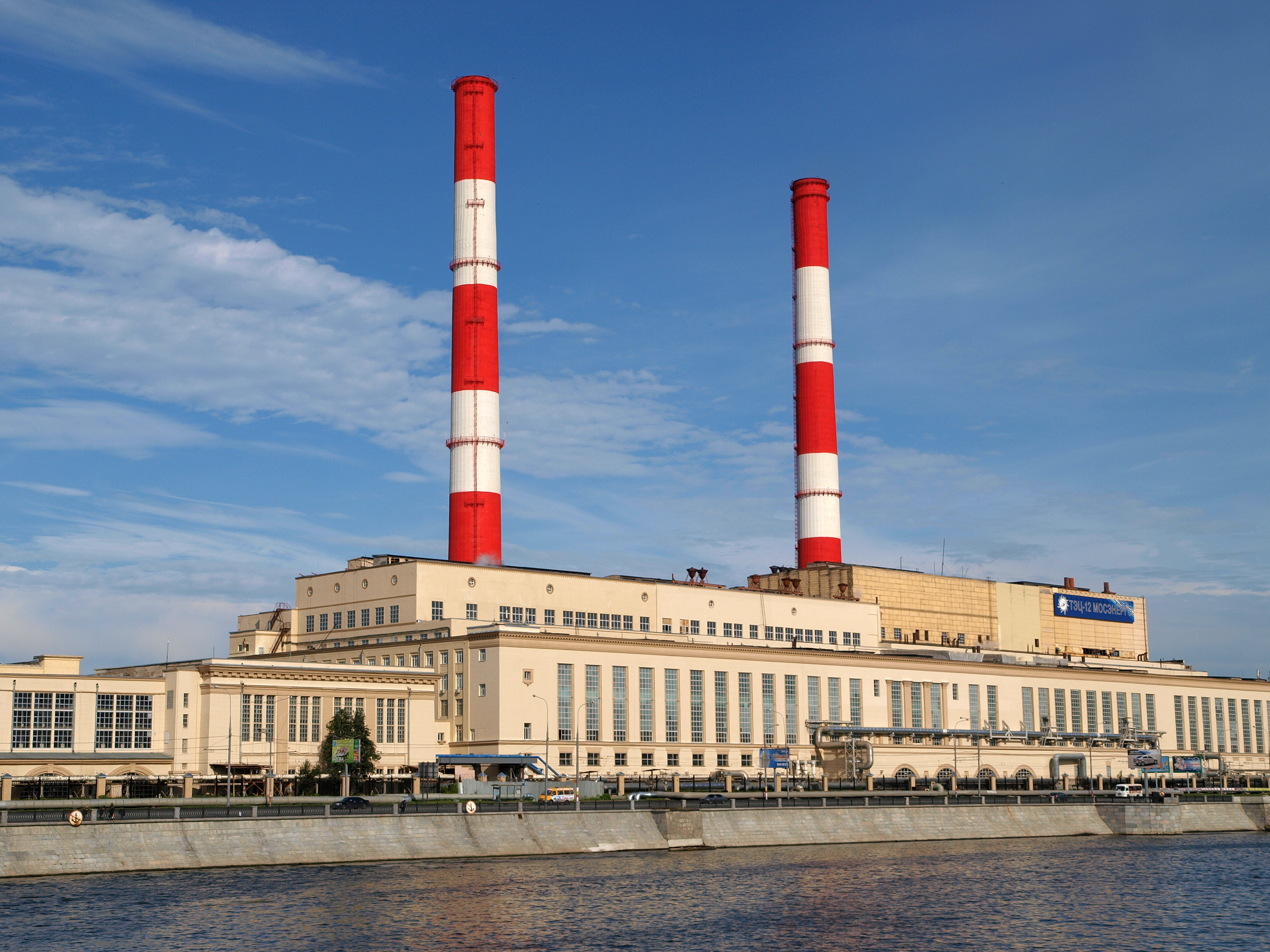
Основні і допоміжні промислові споруди

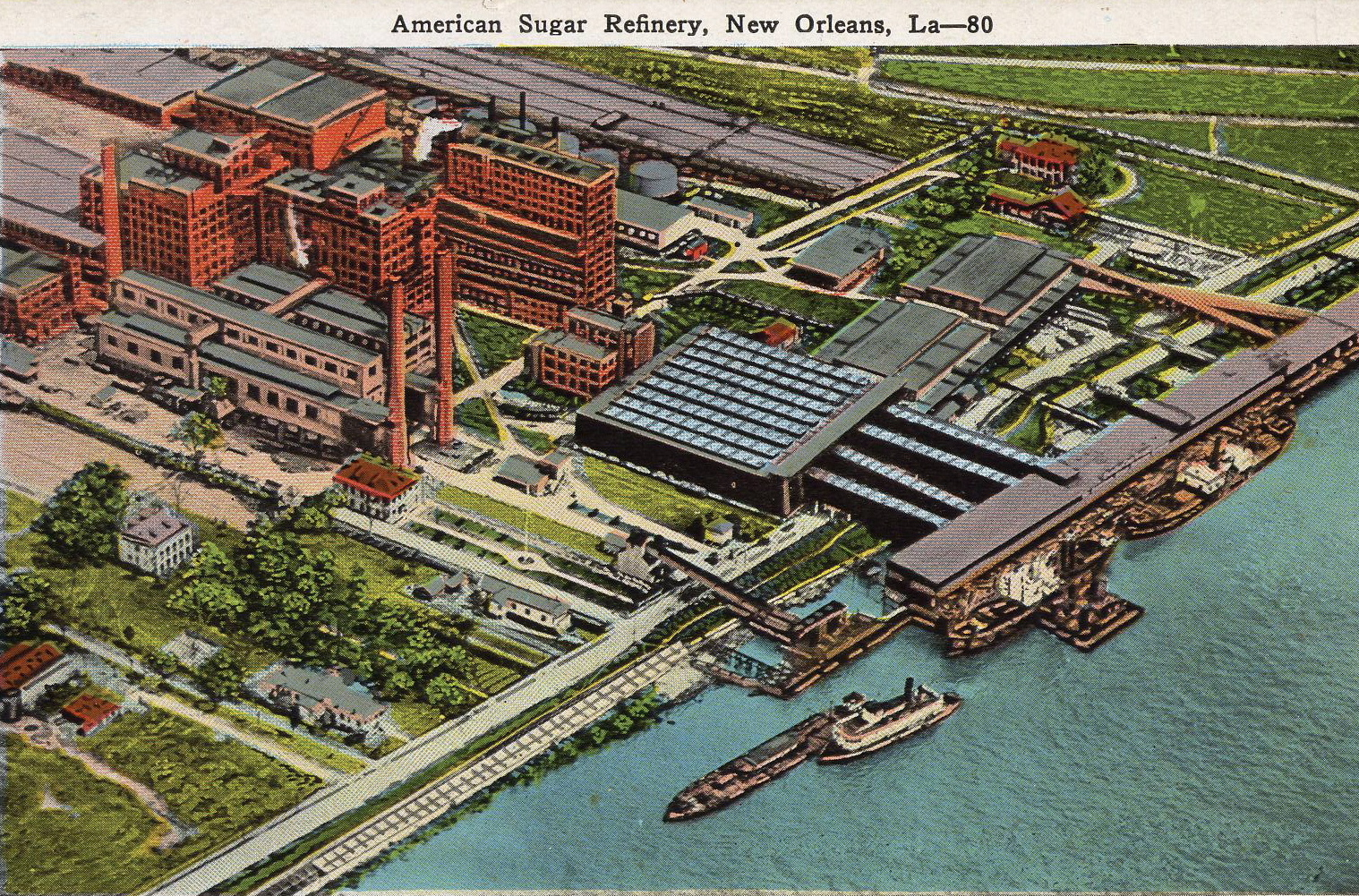
Ландшафт (просторове) плянування виробничих площ

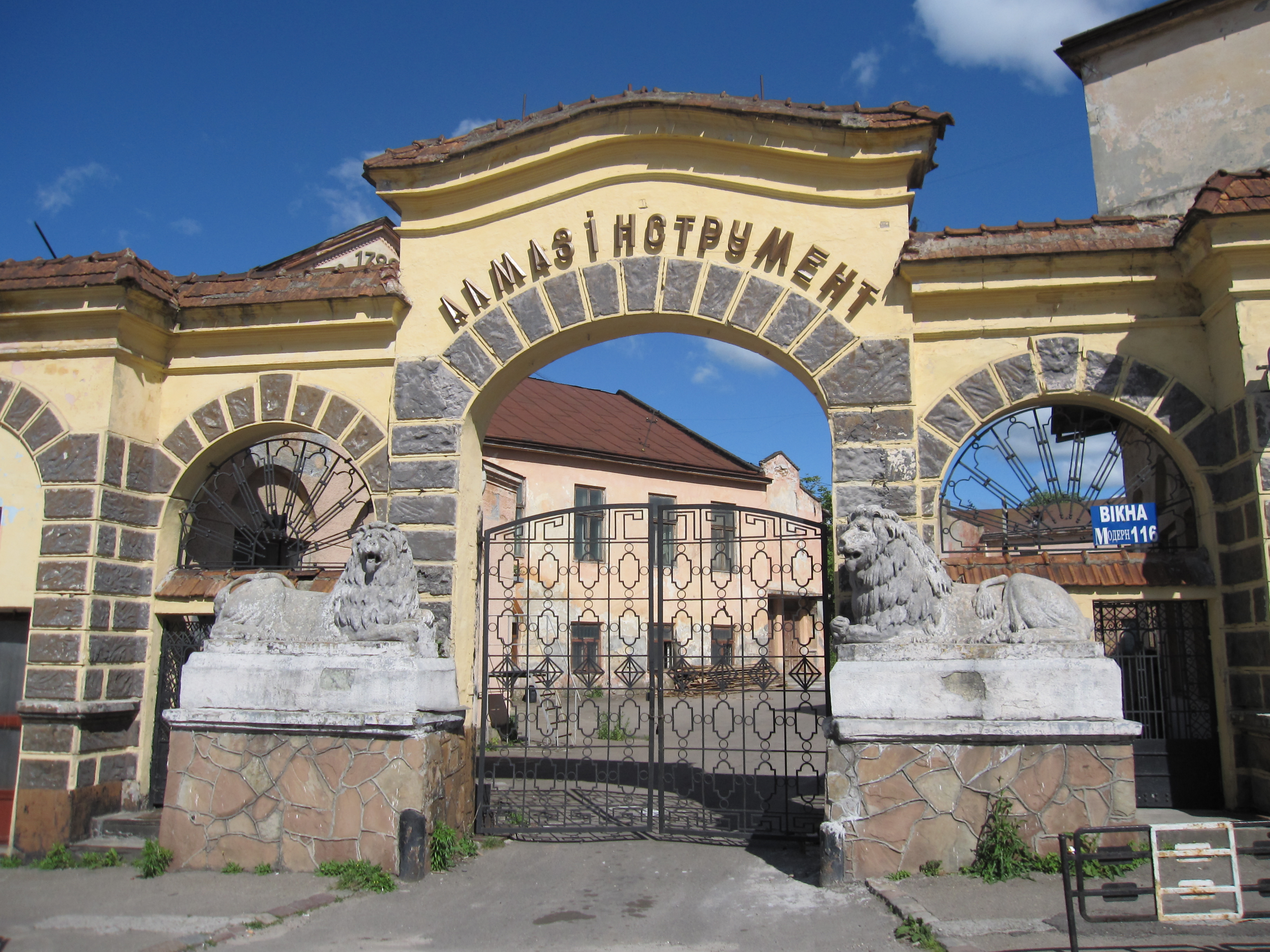
Архітектурне вирішення промислового будівництва

Промисло́ві спору́ди — інженерні споруди, що виконують певні функції у виробничому процесі або сприймають навантаження від технологічного устаткування, транспортних засобів тощо.
До промислових споруд належать споруди комунікаційного призначення: тунелі й канали, в яких прокладають технологічні комунікації, кабельні лінії електропостачання і зв'язку; трубопроводи, якими переміщують сировину та інші матеріали; опори ліній електропередачі, опори контактної мережі, опори систем освітлення тощо. Ними є й споруди систем водопостачання і каналізації, місткості для сипких, рідких і газоподібних матеріалів: басейни бризкальні, бункери, відстійники, водозабірні споруди, водонапірні башти, газгольдери, градирні, нафтосховища, очисні споруди, силосні споруди тощо. Окремі групи становлять транспортну споруди: шляхопроводи, опори підвісних доріг, кранові естакади, конвейєрні галереї, а також споруди, на яких розміщують технологічне устаткування або місткості: фундаменти, опорні майданчики, постаменти тощо.
Промислові споруди найхарактерніші для хімічної, гірничої і металургійної промисловості.